# Somewhere in Afrika
Somewhere in Afrika ist das elfte Album der britischen Rockband Manfred Mann’s Earth Band. Es wurde im Oktober 1982 in Deutschland veröffentlicht, im November des gleichen Jahres in Südafrika, im Vereinigten Königreich im Februar 1983 und in den USA in einer alternativen Version im November 1983.

## Das Album

Homelands (Bantustans) während der Apartheid

Auf dem Konzeptalbum Somewhere in Afrika beschäftigt sich Manfred Mann mit seinem Geburtsland Südafrika und den Auswirkungen der damals dort herrschenden Apartheid. Vor allem die Bantustans, die international nicht anerkannten Abschiebestaaten Südafrikas, werden thematisiert. Die afrikanischen Gesänge auf dem Album wurden von Matt Irving vor Ort aufgenommen und später im Studio mitabgemischt. Das Album enthält die bei Manfred Mann’s Earth Band üblichen Coverversionen, wie Demolition Man von Sting, Nostradamus von Al Stewart und Bob Marleys Redemption Song, wobei in letzteren die Ablehnung der Bantustans – namentlich KwaZulu, Bophuthatswana und Transkei – integriert wurde. Über das ganze Album verteilt sind immer Schlagworte aus der Zulu- und Xhosa-Sprache verteilt wie Azania (Südafrika), Amandla (Macht) und Awethu (gehört uns). Mann ist somit einer der Pioniere, die starke afrikanische Einflüsse in die westliche Rock/Pop-Musik einbeziehen, etwa zeitgleich mit Peter Gabriel auf seinen Alben ab 1980 und etwas später dann mit überragendem Erfolg Paul Simon auf Graceland.
Die Rückseite des Albumcovers zeigt eine Karte von Südafrika mit den Bantustans, für die Veröffentlichung dort wurde eine andere Version gewählt.

## Cover
Das Albumcover zeigt zwei roboterartig wirkende Figuren in weißen und blauen Overalls, deren Gesichter maskenhaft stilisiert dargestellt sind. Die Augen der Figuren leuchten und enthalten Zifferblätter und Uhrzeiger. Die Figur im weißen Overall steht, während die andere im blauen Overall sitzt und nach vorne gebeugt ist. Neben der sitzenden Figur steht ein kleines, altmodisches Radio auf einem quadratischen Tisch mit roter Tischdecke. Der Hintergrund ist vollständig schwarz. Oben rechts auf dem Cover befindet sich der Name der Band und der Albumtitel in hellblauen und roten Buchstaben, die sich deutlich vom dunklen Hintergrund abheben. Der Name der Band und der Albumtitel sind von roten und hellblauen Linien umfasst sowie mit zwei roten Rechtecken versehen, die freie Zwischenräume ausfüllen.

## Rezeption
In Band 1 seiner Buchreihe Rock beschreibt das Magazin eclipsed das Album als eine „heftige, teils harte Symbiose aus Earth Band-Rock und traditionellen Klängen, die ungemein zündet“ (Walter Sehrer, Matthias Bergert, Marcus Wicker, Wolfram Porr: Rock – Das Gesamtwerk der größten Rock-Acts im Check: alle Alben, alle Songs (Teil 1)). ecplipsed vergibt für das Werk die zweithöchste Kategorie Pflichtkauf. Das Album landet in der Gesamtschau aller Manfred Mann’s Earth Band Alben hier auf Platz 5.
Mike DeGagne von allmusic meint, dass das Album in den USA einen viel höheren Platz verdient hätte, und dass Lalela und Koze Kobenini sowie Teile der Africa Suite Manns Liebe für sein Geburtsland vermitteln, ohne gekünstelt zu wirken.
| ChartsChartplatzierungen       | Höchstplatzierung | Wochen |
| ------------------------------ | ----------------- | ------ |
| Deutschland (GfK)              | 8 (16 Wo.)        | 16     |
| Schweiz (IFPI)                 | 8 (3 Wo.)         | 3      |
| Vereinigte Staaten (Billboard) | 40 (21 Wo.)       | 21     |

## Titelliste

### UK, Europa
Seite 1
1. Tribal Statistics (Qunta) – 4:16
2. Eyes of Nostradamus (Al Stewart) – 3:28
3. Third World Service (Anthony Moore) – 5:18
4. Demolition Man (Sting) – 3:45
5. Brothers and Sisters of Azania (Mann) – 2:46

Seite 2
1. Africa Suite (Mann, Irving, Lingwood) – 8:36
a) Brothers and Sisters of Africa (Mann) – 3:06
b) To Bantustan? (Mann) – 2:36
c) Koze Kobenini? (How Long Must We Wait?) (Mann, Irving) – 1:26
d) Lalela (Mann, Lingwood) – 1:31
2. Redemption Song (No Kwazulu) (Bob Marley) – 7:35
3. Somewhere in Africa (Traditional, arrangiert von Mann und Lingwood) – 1:38

### USA
Seite 1
1. Demolition Man (Sting) – 3:40
2. Runner (Ian Thomas) – 4:40
3. Rebel (Reg Laws) – 3:52
4. Eyes of Nostradamus (Al Stewart) – 3:28
5. Third World Service (Anthony Moore) – 3:24

Seite 2
1. Somewhere in Africa (Traditional, arrangiert von Mann, Lingwood) – 1:38
2. Tribal Statistics (Qunta) – 4:16
3. Lalela (Mann, Lingwood) – 1:31
4. Redemption Song (No Kwazulu) (Bob Marley) – 4:11
5. Africa Suite (Mann, Irving, Lingwood) – 9:54
a) Brothers and Sisters of Africa (Mann) – 3:06
b) To Bantustan? (Mann) – 2:36
c) Koze Kobenini? (How Long Must We Wait?) (Mann, Irving) – 1:26
d) Brothers and Sisters of Azania (Mann) – 2:46

### Wiederveröffentlichung
Die CD-Wiederveröffentlichung von 1999 enthält noch folgende zusätzliche Titel:
1. War Dream (Mann, Lingwood, Waller, Irving, Laing) – 3:08
2. Holiday's Dream (Mann, Irving, Lingwood, Waller) – 2:40
3. Redemption Song (Singleversion) (Marley) – 4:14
4. Eyes of Nostradamus (Maxisingleversion) (Stewart) – 3:44
5. Demolition Man (Singleversion/alternative Abmischung) (Sting) – 3:44